# Rolieiro-de-garganta-azul
O rolieiro-de-garganta-azul (Eurystomus gularis) é uma espécie de ave da família Coraciidae.
Pode ser encontrada nos seguintes países: Angola, Benin, Camarões, República Centro-Africana, República do Congo, República Democrática do Congo, Costa do Marfim, Guiné Equatorial, Gabão, Gana, Guiné, Guiné-Bissau, Libéria, Mali, Nigéria, Serra Leoa, Togo e Uganda.